# Bothrocara nyx
Bothrocara nyx és una espècie de peix de la família dels zoàrcids i de l'ordre dels perciformes.

## Morfologia
- Els mascles poden assolir 21,7 cm de longitud total.
- Nombre de vèrtebres: 108-116.
- L'interior de la boca és de pigmentació fosca.[4]

## Hàbitat
És un peix marí i de clima temperat que viu entre 790-1508 m de fondària.

## Distribució geogràfica
Es troba a l'est de la Mar de Bering.

## Observacions
És inofensiu per als humans.